# Municipio de Union (condado de White)
El municipio de Union (en inglés: Union Township) es un municipio ubicado en el condado de White en el estado estadounidense de Indiana. En el año 2010 tenía una población de 9906 habitantes y una densidad poblacional de 87,31 personas por km².

## Geografía
El municipio de Union se encuentra ubicado en las coordenadas 40°44′51″N 86°46′20″O / 40.74750, -86.77222. Según la Oficina del Censo de los Estados Unidos, el municipio tiene una superficie total de 113.46 km², de la cual 107.92 km² corresponden a tierra firme y (4.88%) 5.54 km² es agua.

## Demografía
Según el censo de 2010, había 9906 personas residiendo en el municipio de Union. La densidad de población era de 87,31 hab./km². De los 9906 habitantes, el municipio de Union estaba compuesto por el 93.07% blancos, el 0.34% eran afroamericanos, el 0.26% eran amerindios, el 0.64% eran asiáticos, el 0.03% eran isleños del Pacífico, el 4% eran de otras razas y el 1.66% pertenecían a dos o más razas. Del total de la población el 8.52% eran hispanos o latinos de cualquier raza.